# World of Warcraft: Battle for Azeroth
World of Warcraft: Battle for Azeroth je sedmý datadisk pro MMORPG hru World of Warcraft, následující po datadisku Legion. Byl oznámen na BlizzConu 3. listopadu 2017. Na rozdíl od předchozích datadisků, které byly spuštěny o půlnoci v každém časovém pásmu, Battle for Azeroth měl vydání pro všechny regiony ve stejnou dobu bez ohledu na časová pásma o půlnoci středoevropského letního času dne 14. srpna 2018.

## Hratelnost
Datadisk umožňuje hráčům dosáhnout maximální úrovně 120, což je nárůst o 10 úrovní od minulého datadisku Legion. Po spuštění hry je zahrnuto deset dungeonů i s obtížností Mythic+ a první raid, Uldir, byl k dispozici brzy po vydání hry. Počet dostupných slotů v hráčově batohu, který byl od vydání hry v roce 2004 stanoven na 16 slotů, se zvýší, pokud má hráč aktivovaný autentifikátor ve službě Battle.net.

### Heart of Azeroth
Heart of Azeroth je artefakt, který hráč získává od duše světa od Magniho Bronzebearda. Je to náhrdelník, který může využívat sílu Azeritu, který funguje podobně jako artifact power v Legionu, neboť se získává běžným hraním hry a slouží k vylepšování artefaktu; stejně tak Heart of Azeroth funguje podobně jako artifact weapons v Legionu tím, že má schopnost být neustále vylepšován. Na rozdíl od artefaktových zbraní však Heart of Azeroth sdílí všechny hráčovy specializace a může posilovat všechny vhodné předměty současně.

### Allied races
Allied races, které byly dříve neutrálními frakcemi nebo nově představené, mohou být rekrutovány dokončením řetězců úkolů. Čtyři z těchto ras byly odemčeny, jakmile datadisk šlo předobjednat v lednu 2018, a další čtyři byly přidány po vydání datadisku.

### Warfronts
Warfronts jsou novou formou PvE obsahu pro 20 hráčů. Fungují podobně jako battlegroundy, ale s větším důrazem na budování základny, zabírání a kontrolu území a řízení zdrojů.

### Island expeditions
Podobně jako scenarios v Mists of Pandaria, Island expeditions jsou novou formou obsahu pro trio hráčů, které zahrnují boj proti skupině NPC nebo hráčům za účelem sbírání Azeritu.

## Prodej
Battle for Azeroth se stal nejrychleji prodávajícím datadiskem v historii World of Warcraft.